# 陈梅川
陈梅川（1909年—1985年），原名陈德良，曾化名崔广居，男，汉族，山东临淄人，中华人民共和国政治人物。曾任中共山东省委统战部副部长，山东省政协副主席。